# Boldo

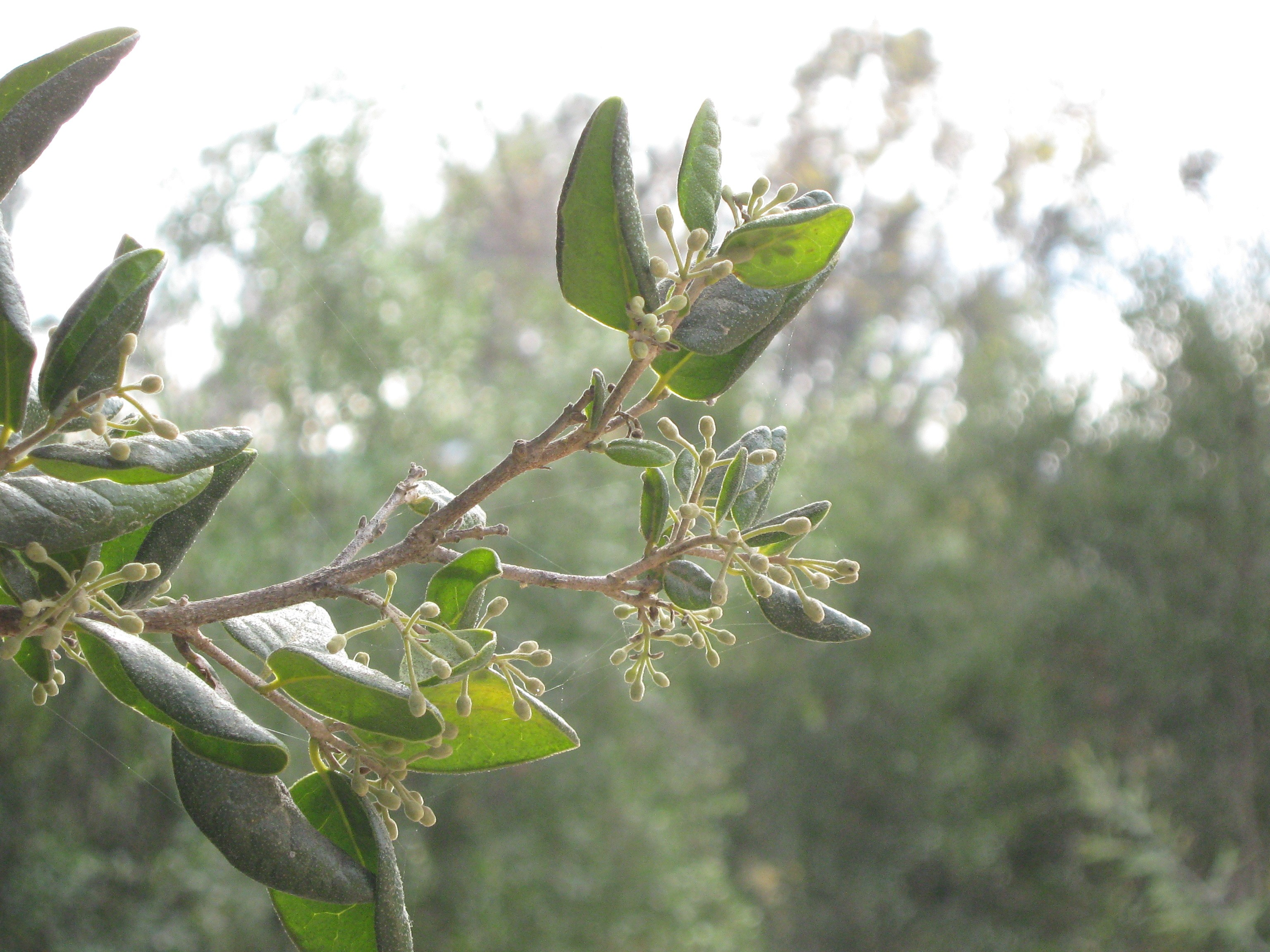
Blätter und Blütenstand von Peumus boldus

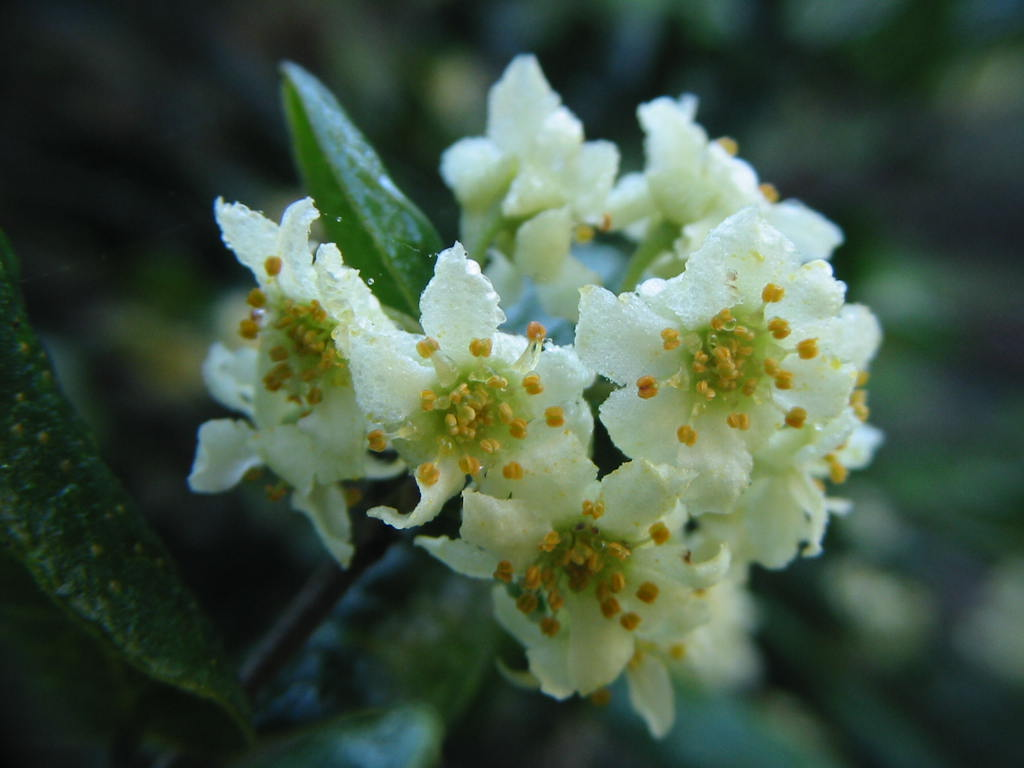
Männliche Blüte von Peumus boldus

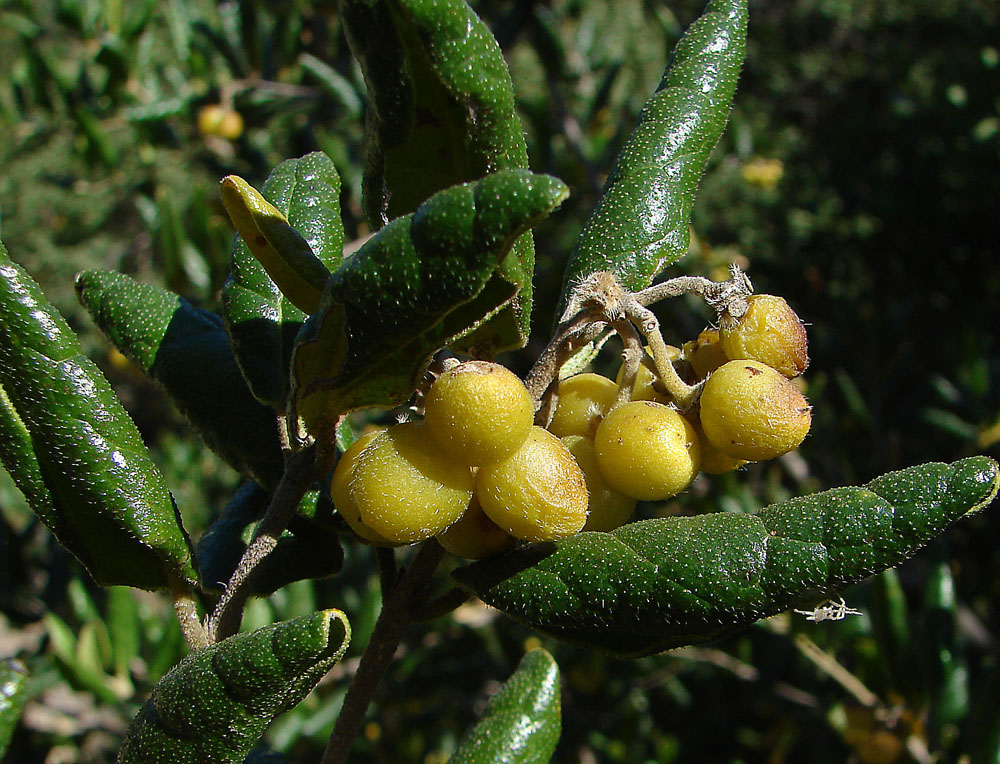
Früchte

Der Boldo (Peumus boldus) ist eine Pflanzenart in der Familie der Monimiengewächse (Monimiaceae).

## Beschreibung

### Vegetative Merkmale
Peumus boldus ist ein immergrüner Strauch oder kleiner Baum, der Wuchshöhen von bis 6–10 Meter oder mehr erreicht. Die rissige und schuppige Borke ist gräulich bis bräunlich.
Die einfachen, dicklichen Laubblätter sind ganzrandig, lederartig und brüchig. Sie sind gegenständig und kurz gestielt sowie eiförmig oder lanzettlich bis elliptisch oder verkehrt-eiförmig und an der Spitze stumpf bis ausgerandet oder abgerundet bis rundspitzig. Die unterseits helleren Blätter sind bis 5,5–7 Zentimeter lang und bis 3,5–5 Zentimeter breit und öfters etwas eingerollt bis eingefaltet. An der warzig-punktierten Oberseite erscheinen dann an den einzelnen Punkten gebüschelte, kurze Haare und die Blätter sind ober- und unterseits minimal kurzhaarig. Die aromatischen Blätter haben Ölzellen. Nebenblätter fehlen.

### Generative Merkmale
Peumus boldus ist zweihäusig getrenntgeschlechtlich diözisch. Die eingeschlechtlichen Blüten sind in end- oder achselständigen und traubigen Blütenständen angeordnet. Die stark duftenden und gestielten, kleinen Blüten sind weiß bis gelblich. Die etwa 10–12 oder mehr-teilige Blütenhülle ist in 2–3 Kreisen angeordnet und sitzt an einem becherförmigen, innen und außen haarigen Blütenboden. Die äußeren Tepalen sind sepaloid, grün und haarig, die inneren petaloid. Bei den männlichen Blüten sitzen im Blütenboden viele Staubblätter in mehreren Kreisen, mit zwei kleinen, seitlichen Anhängseln (Nektardrüsen) an den mehr oder weniger langen, basal haarigen Staubfäden. Bei den weiblichen Blüten sind haarige, fast sitzende, 3–5 einzelne (apokarpe) und angenäherte, unterständige Stempel mit je einem kurzen Griffel mit länglicher Narbe und einige, basal haarige Staminodien vorhanden.
Die eiförmigen, leicht haarigen bis kahlen, glatten, meist einsamigen Steinfrüchte sind gelblich-grün. Sie erscheinen selten einzeln oder bis zu 5 auf dem tellerförmigen Rest des Blütenbodens und sie sind etwa 2 Zentimeter groß. Die aderig-strukturierten, hellbräunlichen Steinkerne sind rundlich bis eiförmig und etwa 5–6 Millimeter groß.
Die Chromosomenzahl beträgt 2n = 78.

## Systematik
Die Erstbeschreibung erfolgte 1782 durch Juan Ignacio Molina in Saggio sulla storia naturale del Chili: 185, 350. Synonyme sind Boldu chilanum Nees,
Laurus belloto Miers ex Nees, Laurus lingui Bridges ex Nees, Ruizia fragrans Ruiz & Pav., Boldea boldus (Molina) Looser und Boldea fragrans (Pers.) Endl.

## Verbreitung
Peumus boldus ist an trockene Klimazonen angepasst. Sie stammt ursprünglich aus Chile, kommt aber bis Peru sowie verwildert auch im Mittelmeerraum vor, vor allem in Nordafrika.

## Verwendung und Inhaltsstoffe
Die süßen und aromatischen Früchte werden roh und gekocht verwendet. Die getrockneten Früchte werden auch zu Bändern oder Halsketten verarbeitet, sie verströmen dann einen angenehmen Zimtgeruch. Die Rinde und die Blätter werden auch als Gewürz verwendet. Die Rinde enthält Tannine und wird auch zum Färben verwendet. Boldoblätter werden in der peruanischen, argentinischen, brasilianischen und chilenischen Volksmedizin als Heilpflanze, unter anderem gegen Magen-Darm-Beschwerden verwendet. Die Pflanze wirkt krampflösend und regt die Gallenabsonderung in den Leberzellen an. Boldoblätter können auch als Gewürz oder Tee gebraucht werden, z. B. im Matetee. Auch kann ein ätherisches Öl aus den Blättern gewonnen werden. Die getrockneten und gepulverten Blätter dienen zum Parfümieren und als Insektenschutz von Kleidung.
Die Blätter enthalten unter anderem Alkaloide (v. a. Boldin und Aporphine), 1,8-Cineol, Ascaridol, p-Cymol, Cumarin, Isochinoline und Linalool.
Das Holz wird wenig genutzt.